# Keretapi Tanah Melayu
Keretapi Tanah Melayu Berhad (Abkürzung KTM oder KTMB, Jawi كريتاڤي تانه ملايو برحد; wörtlich „Bahngesellschaft der Malaiischen Staaten“) ist die größte Eisenbahngesellschaft Malaysias. Ihr Netz umfasst die meterspurigen Strecken der malaiischen Halbinsel.

## Geschichte
Das Bahnsystem wurde 1885 in British Malaya von der Kolonialmacht Großbritannien aufgebaut und von Malaysia nach dessen Unabhängigkeit übernommen. Die Tanjong Pagar Railway Station in Singapur bildete das Südende der von KTM betriebenen Eisenbahn. Das Land, auf dem der Bahnhof und die Schienen lagen, gehörte zwischenzeitlich der KTM und unterlag der teilweisen Souveränität von Malaysia. Diese Abmachung hatte bis zum 30. Juni 2011 Gültigkeit, als der Bahnbetrieb eingestellt und das Land an Singapur zurückveräußert wurde.
Das Schienennetz war größtenteils überaltert und die Streckengeschwindigkeiten zwischen 40 und 60 km/h entsprechend gering. Die Eisenbahn hatte somit einen geringeren Stellenwert als das Flugzeug oder der Autobus.
Es gibt zwei Hauptstrecken, die von Singapur durch Malaysia in Richtung Thailand führen, genannt die Ost- und die West-Linie. Die westliche, internationale Bahnstrecke führt von Singapur aus über Johor Bahru, Gemas, Kuala Lumpur, Ipoh, Butterworth und Padang Besar nach Hat Yai.
Die Ost-Strecke, auch Dschungel-Linie genannt, zweigt in Gemas ab. Sie überquert einen Bergzug der malaiischen Halbinsel und endet im Bundesstaat Kelantan in Tumpat (in der Nähe von Kota Bharu). In Pasir Mas zweigt die nach 1999 stillgelegte Bahnstrecke Richtung Rantau Panjang ab und endet vor der Staatsgrenze. Bis 1978 war der grenzüberschreitende Eisenbahnverkehr über die Harmony-Eisenbahnbrücke (Malaiisch: Jambatan Muhibbah) zum heutigen Endbahnhof Su-ngai Kolok der Südbahn in Thailand in Betrieb. Danach noch fußläufig erreichbar.

## Privatisierung der KTM
Nach der Privatisierung der KTM im Jahr 1992 wurde ein Erneuerungsprogramm gestartet, in dessen Zuge die West-Linie Gemas bis Padang Besar elektrifiziert und zweispurig ausgebaut wurde. Das Vorhaben wurde jedoch zunächst durch den Premierminister Abdullah Badawi gestoppt.
Mittlerweile ist die Strecke von Gemas, Negeri Sembilan bis Padang Besar kreuzungsfrei und als zweigleisige, mit 25 kV 50 Hz ~ elektrifizierte Strecke in Betrieb gegangen. Dafür sind seit Mitte 2010 neubeschaffte Elektrotriebwagenzüge unterwegs, die mit einer Höchstgeschwindigkeit von 145 km/h im Stundentakt verkehren. Diese schnelle und komfortable Bahnverbindung ist sehr gut angenommen worden.
Im Süden besteht die grenzüberschreitende Verbindung nach Singapur. Die Züge der KTM verkehren allerdings seit 1. Juli 2011 nur noch bis Woodlands Train Checkpoint (WTCP) hier findet auch die Einreise-Kontrolle statt.
Seit 2022 befindet sich die Verlängerung dieser modernen Bahn von Gemas bis nach Johor Bahru im Bau, so wird sich die Fahrzeit vom Bahnhof Kuala Lumpur Sentral nach Bahnhof Johor Bahru Sentral von 7 Stunden auf etwa 4 Stunden verkürzen.
Derzeit gibt es keine Pläne, die Ost-Strecke zu elektrifizieren oder zweigleisig auszubauen.
Eine Schnellfahrstrecke Singapur–Kuala Lumpur hat mittelfristig aus wirtschaftlichen Gründen kaum eine Chance. Die Planung dafür wurde aufgegeben.

## Galerie

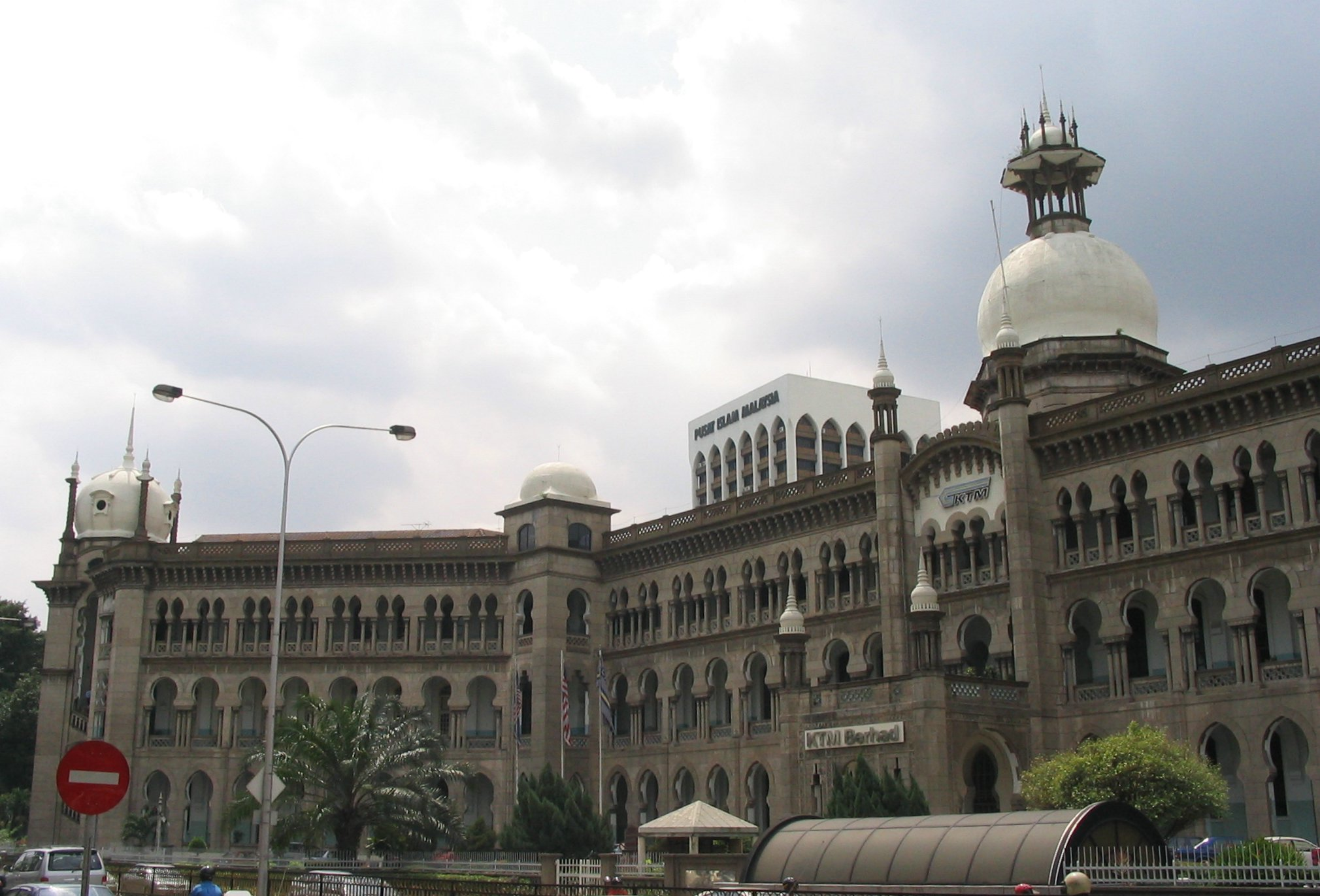
Verwaltungsgebäude der KTM (2006)
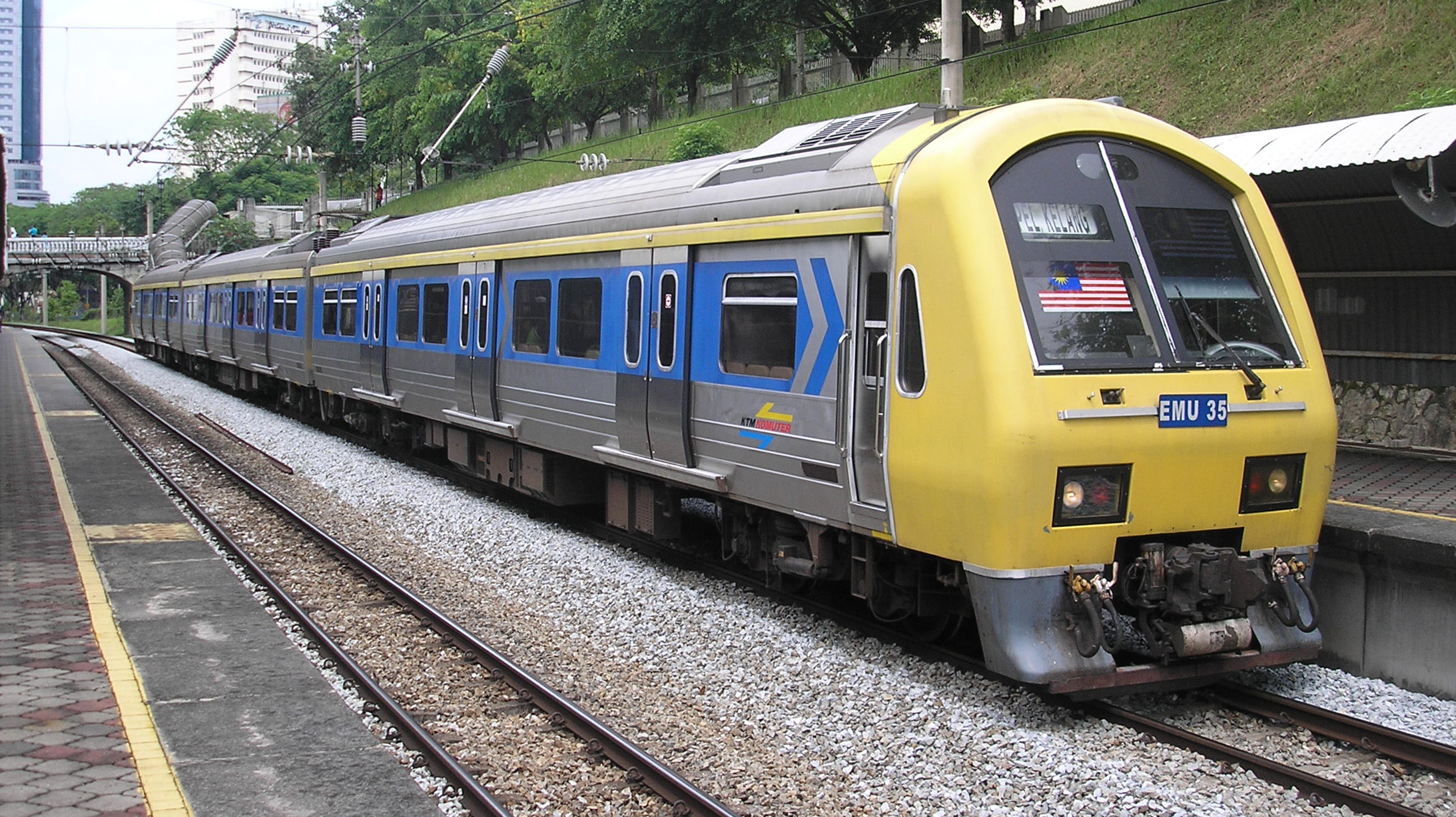
KTM-Komuter-Zug in Kuala Lumpur (2007)
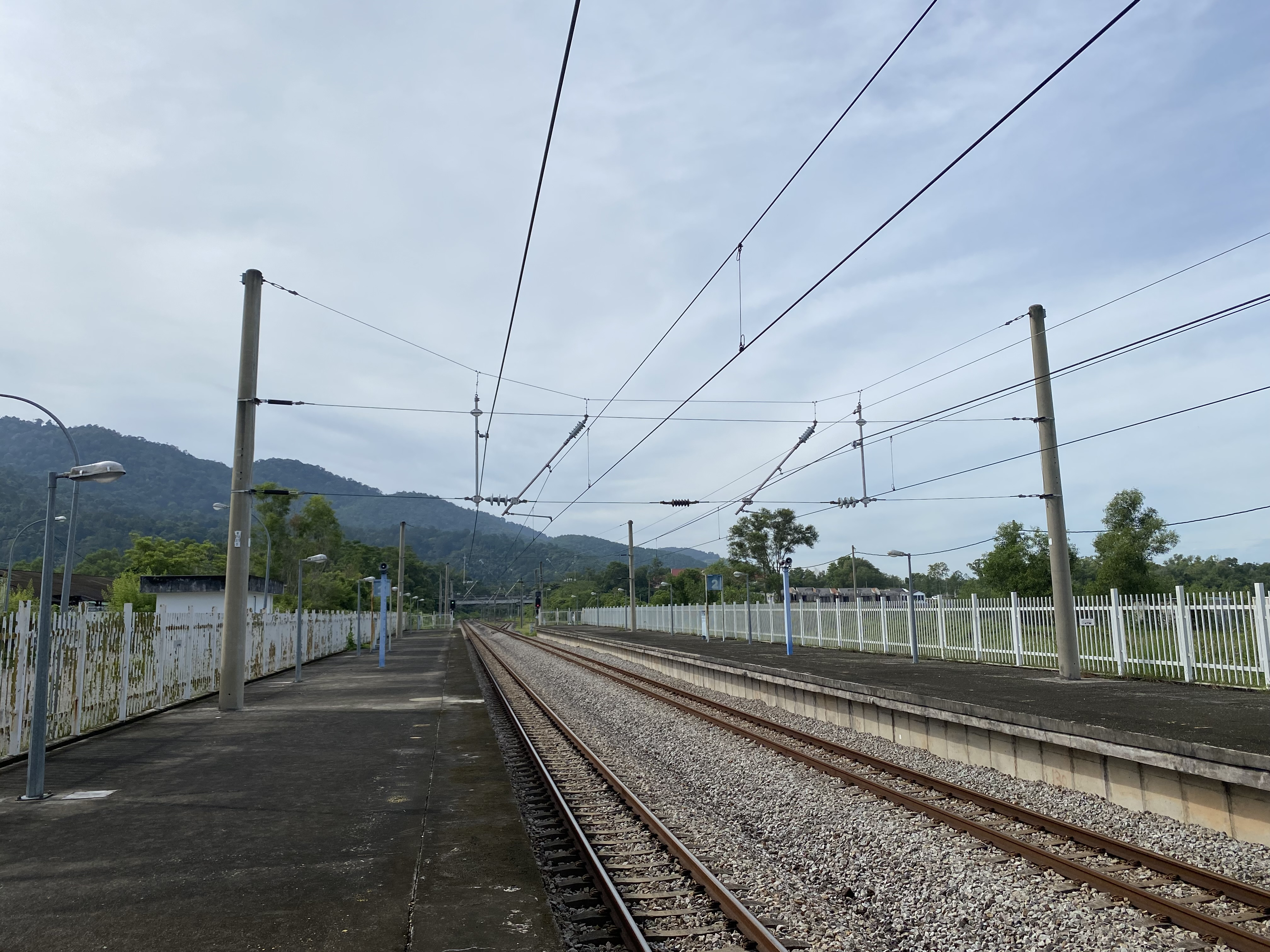
Elektrifizierte West-Linie in Kampar, Perak (2022)
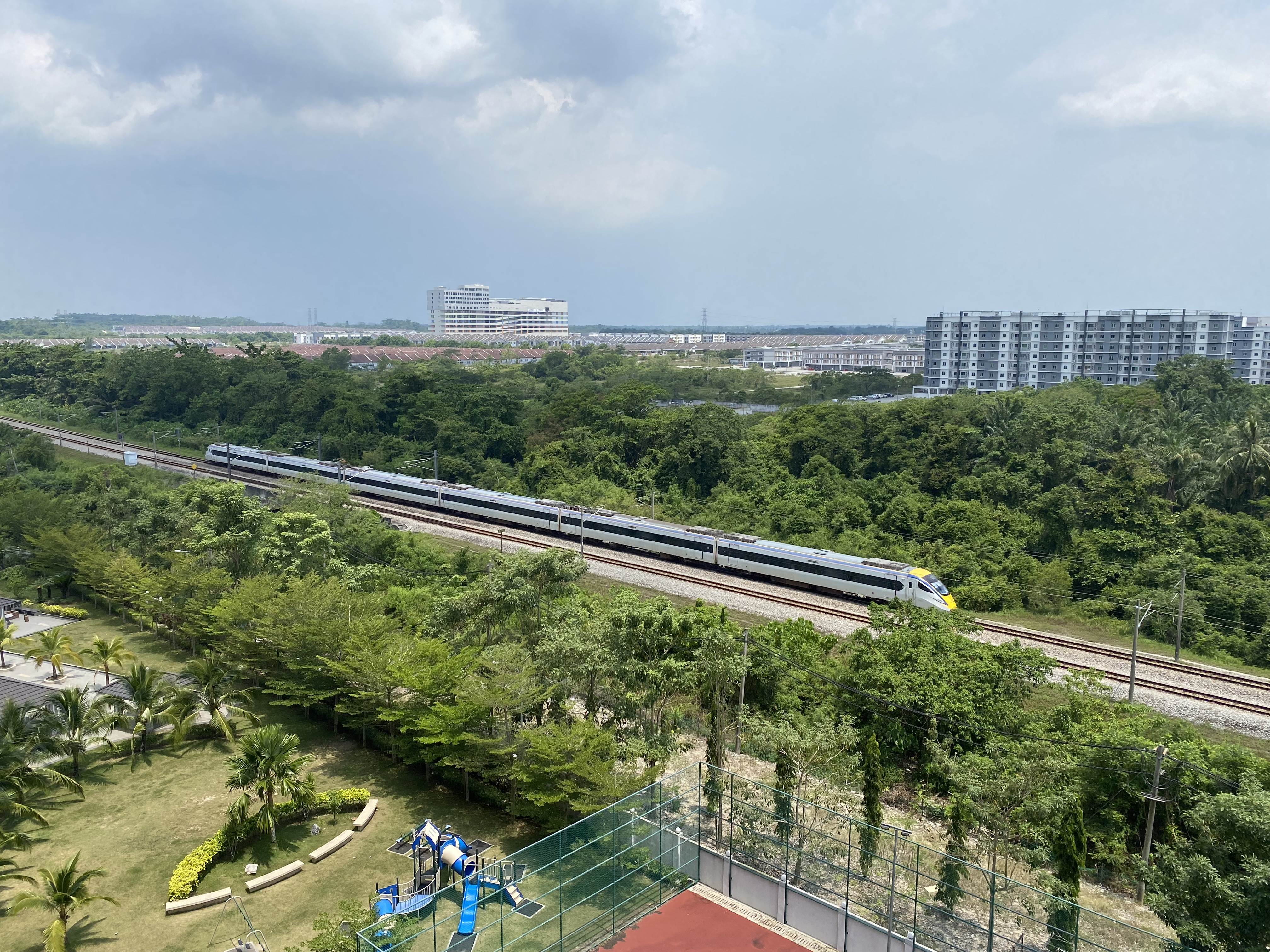
Hauptlinie von Woodlands in Singapur nach Padang Besar (2022)
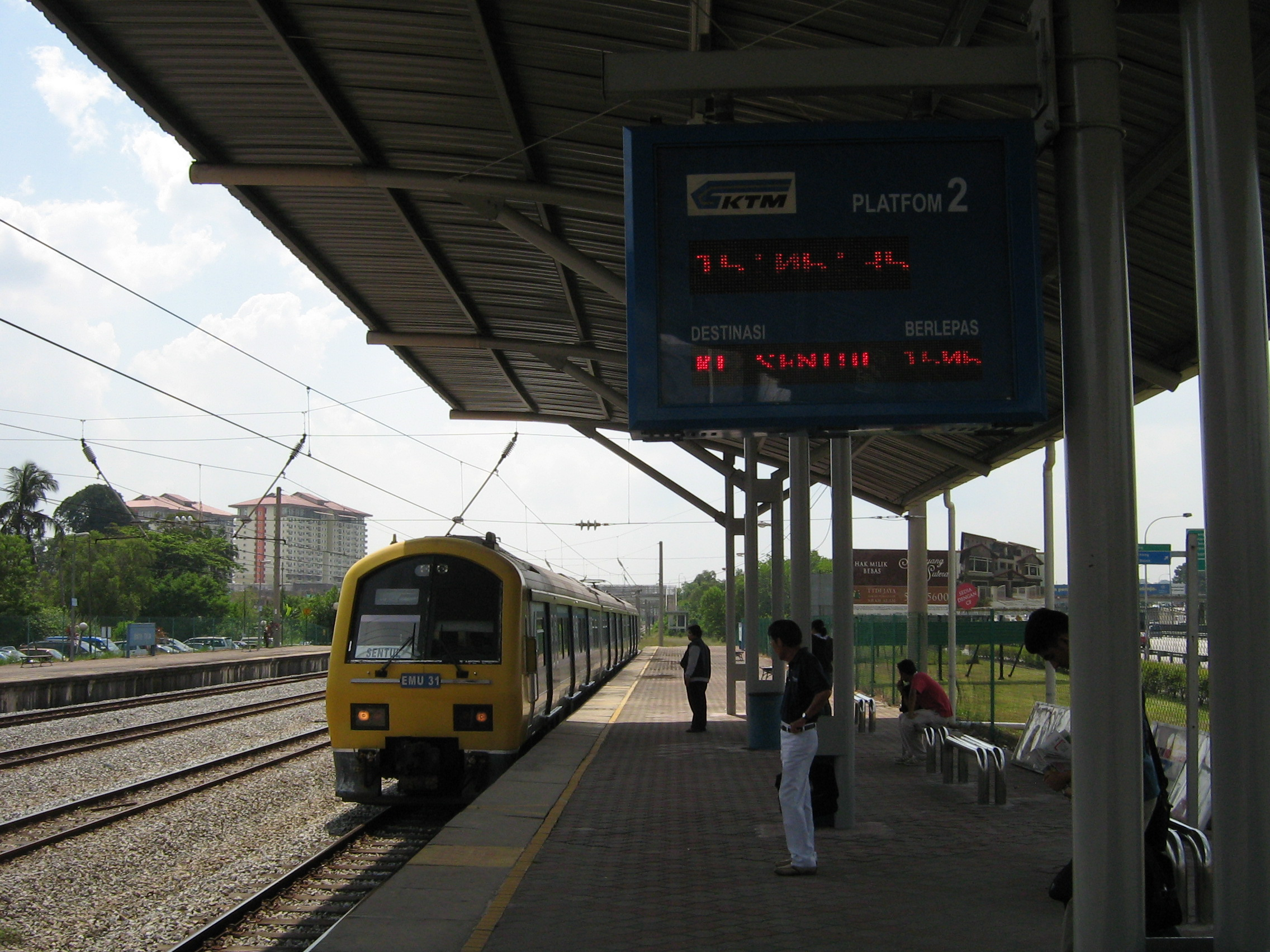
Ein KTM-Pendlerzug fährt in den Bahnhof Batu Tiga, Selangor ein (2007)
Bahnhof Kuala Lumpur Sentral (2022)
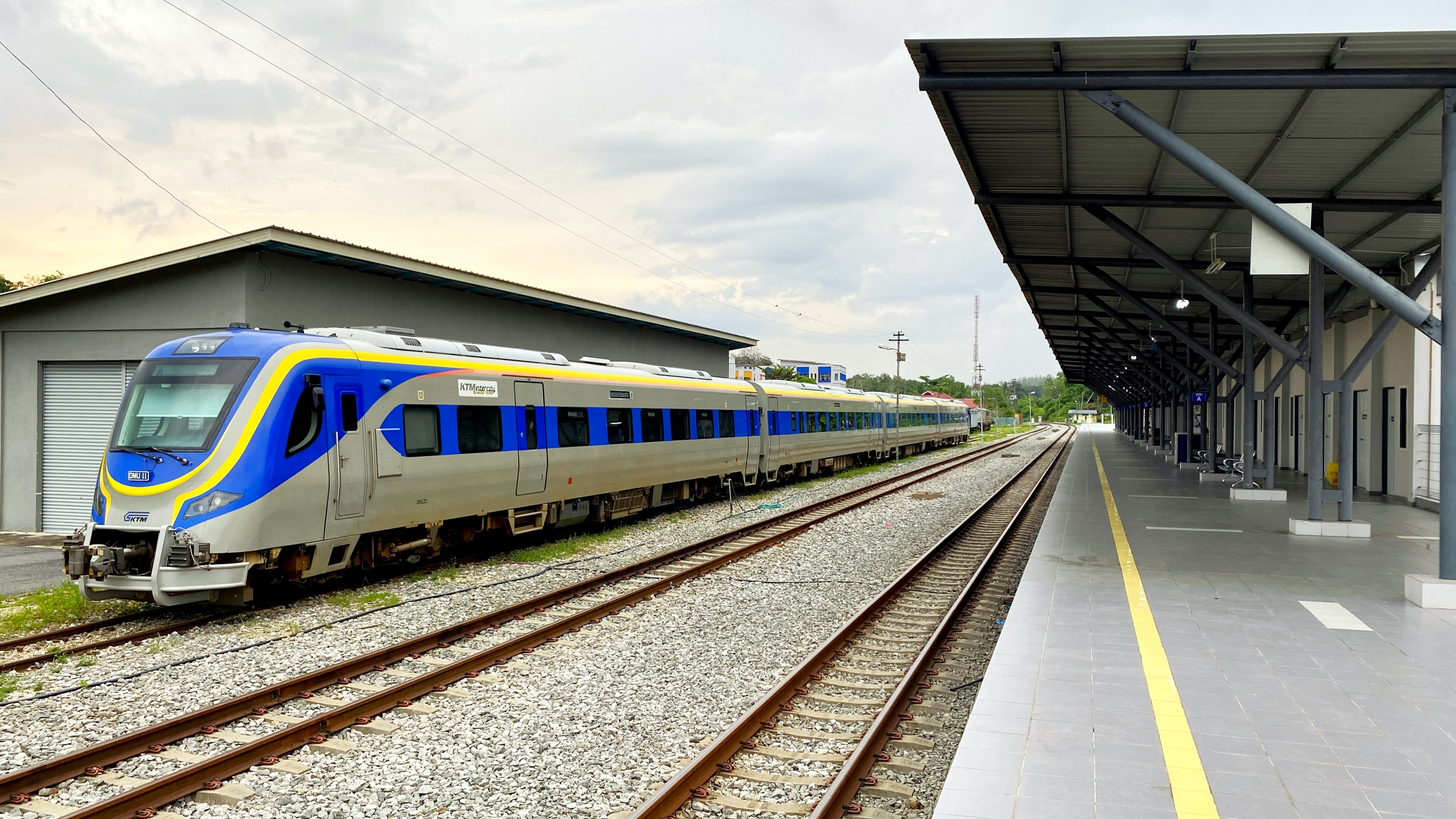
Ost-Linie, Dieselzug am Bahnhof Kuala Lipis  im Bundesstaat Pahang (2023)
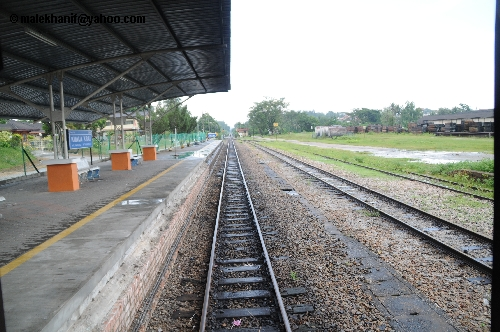
Ost-Linie Kuala Krai, Kelantan (2011)
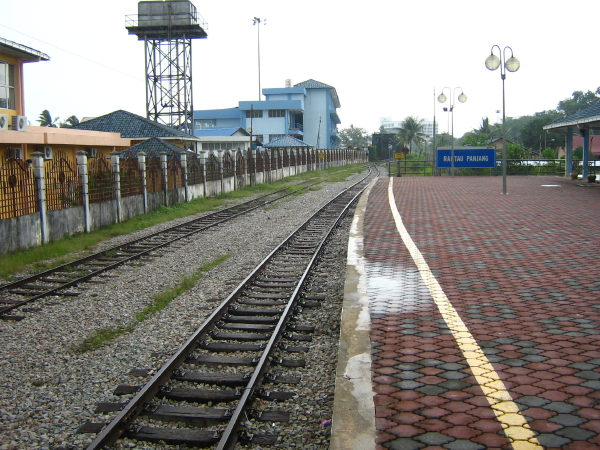
Stillgelegter Bahnhof Rantau Panjang, Kelantan (2009)
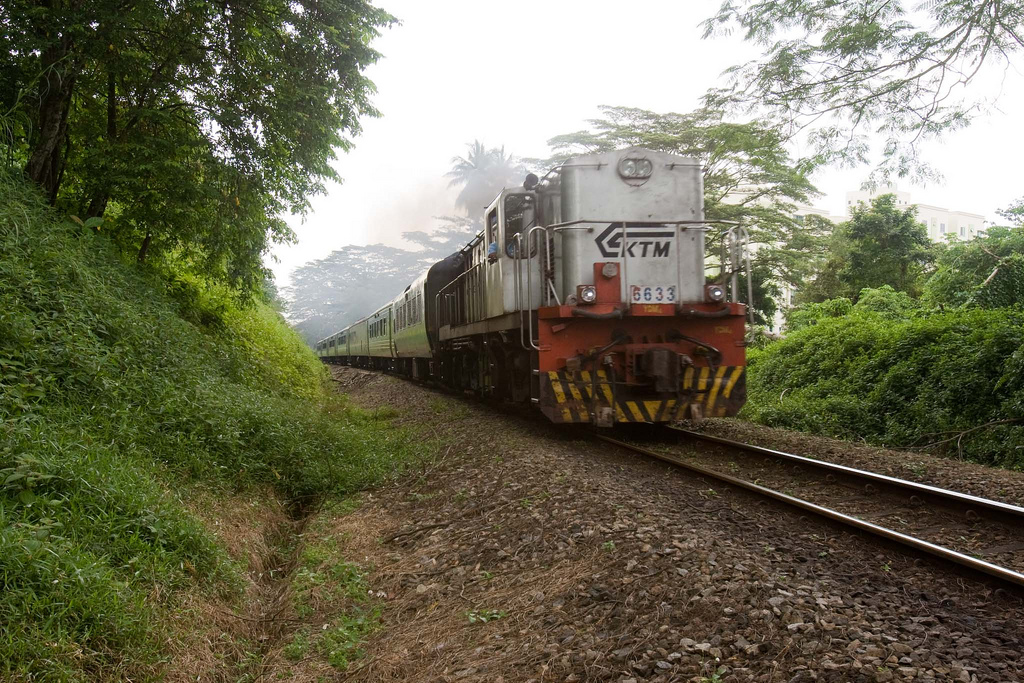
Zug Richtung Norden vor der Modernisierung (2010)
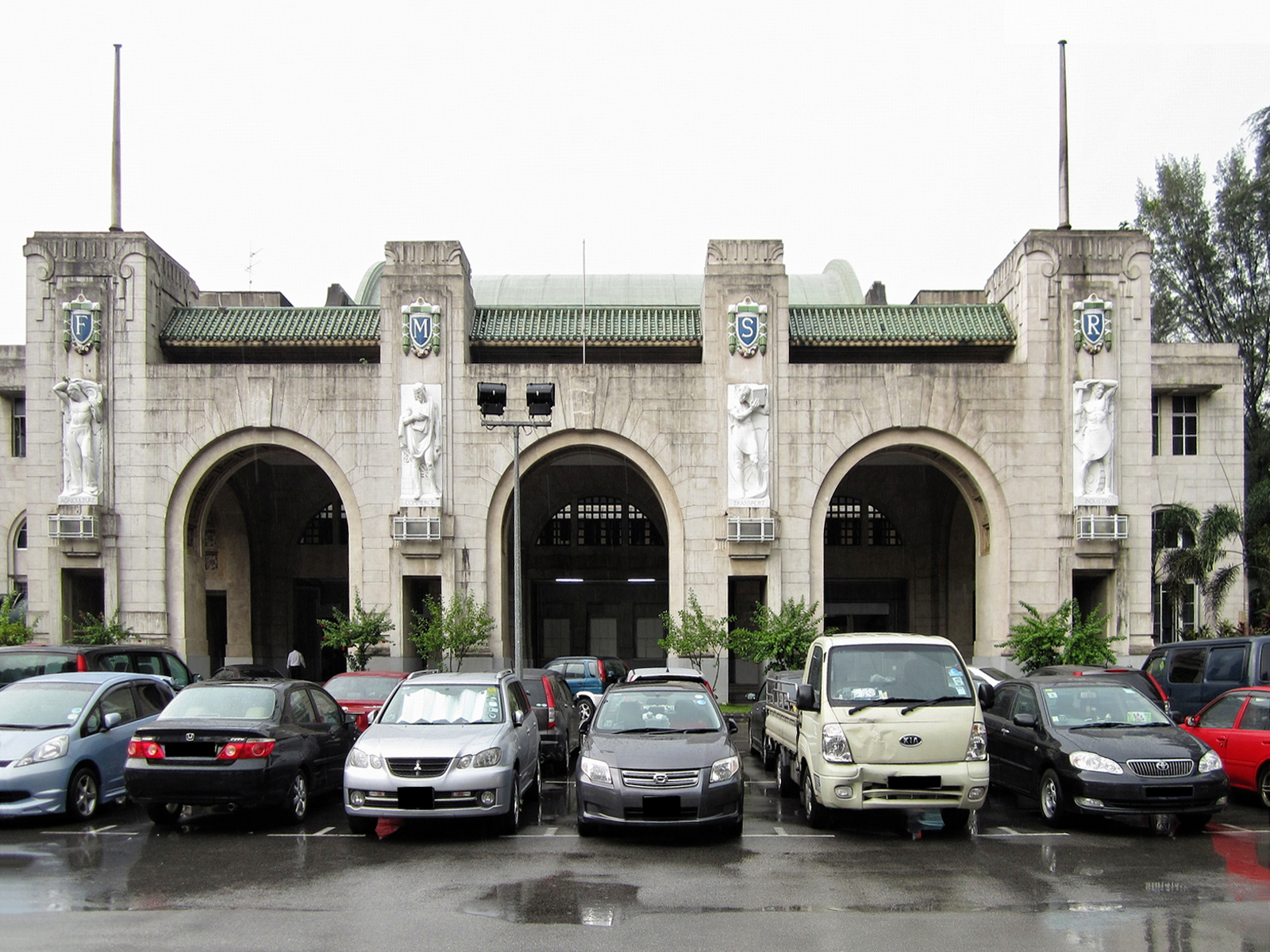
Außenansicht der Tanjong Pagar Railway Station in Singapur (2011)